# Les Mystères de Londres
Pour les articles homonymes, voir Les Mystères de Londres (homonymie).
Les Mystères de Londres est un roman feuilleton paru dans le Courrier français du 20 décembre 1843 au 12 septembre 1844 par Paul Féval sous le nom de plume de « Sir Francis Trolopp », puis en librairie au Comptoir des imprimeurs unis, et réédité sous son nom propre en 1847.

## Présentation
Cet ouvrage commandé par Anténor Joly est une des multiples itérations du thème des « mystères » qui ont fait suite aux Mystères de Paris d’Eugène Sue parus dans le Journal des débats du 19 juin 1842 et le 15 octobre 1843, et exploité le succès de ce roman-fleuve de la littérature de masse. Un des premiers romans noirs modernes,, il est simplement impossible de résumer l'intrigue de cette fresque littéraire à quelques lignes, car elle fait intervenir plus de quarante personnages, en 11 volumes de près de 400 pages (folio) chacun. Son succès a été tel qu’une édition pirate a paru l’année même à Bruxelles.

## Résumé
Années 1840. Tout Londres parle des frasques du marquis de Rio-Santo, un dandy « insolent » dont la richesse paraît sans limite. Rio-Santo subjugue l'aristocratie partout où il passe et règne en même temps sur les bas-fonds de la capitale britannique.
En dépit de son nom, Rio-Santo est irlandais et il est le chef d'une association de malfaiteurs baptisée « Les Gentilshommes de la nuit » : il prépare en secret une révolution destinée à libérer l'Irlande du joug anglais. Complots, poursuites, assassinats, l'auteur entraîne le lecteur à un rythme d'enfer, de rebondissements en rebondissements, d'une fausse piste à une autre dans le Londres de Charles Dickens.

## Historique
En raison de sa proche inspiration des Mystères de Paris publiés l'année précédente par Eugène Sue, les Mystères de Londres fut d'abord publié sous le pseudonyme de « Sir Francis Trolopp », masculinisation de Frances Trollope, alors très renommée en Grande-Bretagne et en France en tant que romancière et auteure de voyage, présenté comme un écrivain irlandais vivant à Londres.
Eugène Sue a lancé une « vague des feuilletonistes », qui sera suivie par Féval, puis d'autres auteurs plus « mineurs », avec des titres se référant aux grandes villes du monde entier comme : les Mystères de Berlin, les Mystères de Munich, les Mystères de Bruxelles, les Mystères de Buenos Aires, ou les Mystères de la Bastille, les Petits Mystères de Paris, les Mystères de Russie, les Vrais Mystères de Paris, Les mystères du Grand Opéra, etc. Une variation de ce modèle consistait à remplacer le passe-partout des « mystères », par exemple : Mendiants de Paris de Clémence Robert, Viveurs de Paris de Xavier de Montépin, Victimes de Paris de Jules Claretie, Esclaves de Paris d’Émile Gaboriau, Mansardes de Paris de Pierre Zaccone, Puritains de Paris de Paul Bocage et Nouveaux mystères de Paris d’Aurélien Scholl. L'engouement pour ces feuilletons est tel qu'Honoré de Balzac écrira ses Mystères de province et que Victor Hugo a commencé ses Misérables.
Les titres des romans se réfèrent aux grandes villes du monde entier car le nom d’une métropole contenait alors la promesse d'un certain exotisme car le roman proférait des stéréotypes pittoresques de telle ou telle nation. Des auteurs connus des Français comme James Fenimore Cooper et Walter Scott participaient aussi à pousser les auteurs français de l’époque à comparer les pauvres des espaces urbains avec les indiens du Nouveau Monde. Dans ces œuvres, la ville était surtout représentée par son architecture remarquable, les noms des rues les plus connues et ses monuments emblématiques et il n'était pas alors question d'une description naturaliste de la société – comme il en sera question dans la deuxième moitié du XIXe siècle, notamment avec Gustave Flaubert et Émile Zola.
Le chercheur de l’université de Vienne, Jörg Türschmann, suggère qu'en dépit du voyage effectué par Féval à Londres pour se documenter, une certaine méconnaissance de l’Angleterre et de la littérature de Charles Dickens laisse le champ libre à l'imagination d'écrivains parisiens comme Féval. Ainsi, par ses Mystères de Londres, il finit par devenir l'un des principaux fondateurs du roman policier. Concernant l'écriture des Mystères de Londres par Féval, on sait qu'il se mit au travail un mois seulement après la parution des Mystères de Paris de Sue. Les Mysteries of London de George Reynolds furent également publiés en 1844.

## Analyse
On pourrait classer Les Mystères de Londres dans la catégorie roman noir car, si Paul Féval concurrence commercialement les Mystères de Paris de Sue (1842-43), il le fait également sur le plan politique, en tant que royaliste, d'un point de vue conservateur en opposition Eugène Sue qui, « converti », se déclarait socialiste. À cette époque, le courant de pensée des royalistes français leur fait adopter une position extrêmement méfiante à l'égard de l’Angleterre victorienne et du capitalisme industriel qui y est associé.
Féval n’a nullement songé à imiter les Mystères de Paris, mais à exploiter une veine qui procurait un immense succès d’édition. D'après la chercheuse de l’université Grenoble-Alpes, Félicité de Rivasson, le personnage de Rio-Santo pourrait avoir inspiré en partie Alexandre Dumas père dans l'écriture du comte de Monte-Cristo, dont la publication se fait également en feuilleton dans le Journal des débats à partir de 1844.

## Éditions modernes
- Paul Féval, Les mystères de Londres, Verviers, Marabout géant, 1967, 2 vol. (OCLC 77449699)
- Paul Féval, Les mystères de Londres : roman, Paris, Phébus, 2012, 408 p. (ISBN 978-2-75290-199-6, OCLC 830080140)
- Paul Féval, Les mystères de Londres, La Gibecière à Mots, 2020, 408 p., 3 vol. (OCLC 1268824194)

### Galerie
- Édition originelle (1844) en 11 volumes
- Les Mystères de Londres, t. 1, 370 p.
- Les Mystères de Londres, t. 2, 390 p.
- Les Mystères de Londres, t. 3, 368 p.
- Les Mystères de Londres, t. 4, 368 p.
- Les Mystères de Londres, t. 5, 426 p.
- Les Mystères de Londres, t. 6, 398 p.
- Les Mystères de Londres, t. 7, 368 p.
- Les Mystères de Londres, t. 8, 408 p.
- Féval - Les Mystères de Londres, t. 9, 394 p.
- Les Mystères de Londres, t. 10, 402 p.
- Les Mystères de Londres, t. 11, 406 p.

## Adaptations
Alexandre Dumas a adapté la pièce au théâtre dans une version, donnée au Théâtre-Historique, le 28 décembre 1848, qui a amplifié le succès de l’original.
En 1963-1964, le feuilleton fut adapté pour la radio, par Nicole Strauss et Marcel Jullian, en 130 épisodes, INA, « série Les Mystères de Londres », sur Madelen, 1 saison — 1963-1964.